# Friedrich Karl Klausing
Friedrich Karl Klausing (né le 24 mai 1920 à Munich, mort le 8 août 1944 à Berlin) est un officier allemand, membre du complot du 20 juillet 1944.

## Biographie
Friedrich Karl Klausing, fils du juriste Friedrich Klausing, appartient aux scouts protestants qui intègrent dès 1933 les Jeunesses hitlériennes.
Après l'abitur en 1938, il effectue le Reichsarbeitsdienst puis est soldat de la Wehrmacht à l'automne. Il fait partie du 9e régiment d'infanterie au sein de la 23e division d'infanterie à Potsdam. Au début de la Seconde Guerre mondiale, il se bat en Pologne et en France puis participe à la bataille de Stalingrad. Il est grièvement blessé et transféré en 1943 dans le service interne de l'Oberkommando der Wehrmacht, où Fritz-Dietlof von der Schulenburg l'initie à la conspiration formée autour de Claus von Stauffenberg.
Le 11 juillet 1944, il accompagne Stauffenberg au cours de la première tentative à l'Obersalzberg et prépare une voiture et un avion pour être prêts à partir à Berlin en cas de réussite. Cette tentative est annulée ainsi que la deuxième le 15 juillet, où Klausing accompagne Stauffenberg au Quartier général du Führer à la Wolfsschanze, parce que ni Heinrich Himmler ni Hermann Göringne sont présents.
Le 20 juillet 1944, Claus von Stauffenberg est accompagné par le lieutenant Werner von Haeften. Le capitaine Klausing est au Bendlerblock en tant que responsable des transmissions de l'opération Walkyrie. Après l'échec, dans la nuit, Klausing et de jeunes officiers comme Ludwig von Hammerstein-Equord (de) ou Georg-Sigismund von Oppen (de) parviennent à s'enfuir malgré la fusillade ordonnée par Friedrich Fromm. Le lendemain, il est arrêté par la Gestapo.
Friedrich Karl Klausing est condamné le 8 août 1944 pour trahison par le Volksgerichtshof à la peine de mort et exécuté par pendaison le jour même à la prison de Plötzensee sur ordre exprès de Hitler.
Quelques jours auparavant, Friedrich Klausing, recteur de l'université allemande de Prague (de), est licencié et se suicide dans sa maison de fonction.